# Brooklyn Nets
Brooklyn Nets je basketbalový tým hrající severoamerickou ligu National Basketball Association. Patří do Atlantické divize Východní konference NBA.
Klub byl založen roku 1967 a hrál v té době ligu American Basketball Association. V rámci spojení ABA a NBA přešli Nets v roce 1976 do NBA. Tým postupně hrál pod následujícími jmény:
- New Jersey Americans (Teaneck, New Jersey): 1967–1968
- New York Nets: 1968–1977
  - (Commack, New York: 1968–1969
  - (West Hempstead, New York: 1969–1972
  - (Uniondale, New York: 1972–1977
- New Jersey Nets: 1977–2012
  - (Piscataway, New Jersey: 1981–2010
  - (East Rutherford, New Jersey: 1981–2010
  - (Newark, New Jersey): 2010–2012
- Brooklyn Nets (Brooklyn, New York): od roku 2012

Za svou historii dokázali Nets dvakrát vyhrát play-off své konference (2002 a 2003, ale ani jednou následnou finálovou sérii NBA).

## Statistika týmu v NBA
| Sezóna               | Výhry | Prohry | %    | Účast v play-off                                                | Výsledky v play-off                                                                |
| -------------------- | ----- | ------ | ---- | --------------------------------------------------------------- | ---------------------------------------------------------------------------------- |
| New Jersey Americans |       |        |      |                                                                 |                                                                                    |
| 1967–68              | 36    | 42     | 45,6 |                                                                 |                                                                                    |
| New York Nets        |       |        |      |                                                                 |                                                                                    |
| 1968–69              | 17    | 61     | 21,8 |                                                                 |                                                                                    |
| 1969–70              | 39    | 45     | 46,4 | První kolo                                                      | 4:3 Kentucky                                                                       |
| 1970–71              | 40    | 44     | 47,6 | První kolo                                                      | 4:2 Virginia                                                                       |
| 1971–72              | 44    | 40     | 52,4 | První kolo Semifinále ABA Finále ABA                            | 4:2 Kentucky 4:2 Virginia 2:4 Indiana Pacers                                       |
| 1972–73              | 30    | 54     | 35,7 | První kolo                                                      | 4:1 Carolina                                                                       |
| 1973–74              | 55    | 29     | 65,5 | První kolo Semifinále ABA Finále ABA                            | 4:1 Virginia 4:0 Kentucky 4:1 Utah                                                 |
| 1974–75              | 58    | 28     | 69,0 | První kolo                                                      | 1:4 St. Louis                                                                      |
| 1975–76              | 55    | 29     | 65,5 | Seimifinále ABA Finále ABA                                      | 4:3 San Antonio Spurs 4:2 Denver Nuggets                                           |
| 1976–77              | 22    | 60     | 26,8 |                                                                 |                                                                                    |
| New Jersey Nets      |       |        |      |                                                                 |                                                                                    |
| 1977–78              | 24    | 58     | 29,3 |                                                                 |                                                                                    |
| 1978–79              | 37    | 45     | 45,1 | První kolo                                                      | 0:2 Philadelphia 76ers                                                             |
| 1979–80              | 34    | 48     | 41,5 |                                                                 |                                                                                    |
| 1980–81              | 24    | 58     | 29,3 |                                                                 |                                                                                    |
| 1981–82              | 44    | 38     | 53,7 | První kolo                                                      | 0:2 Washington Bullets                                                             |
| 1982–83              | 49    | 33     | 59,8 | První kolo                                                      | 0:2 New York Knicks                                                                |
| 1983–84              | 45    | 37     | 54,9 | První kolo Konferenční semifinále                               | 3:2 Philadelphia 76ers 2:4 Milwaukee Bucks                                         |
| 1984–85              | 42    | 40     | 51,2 | První kolo                                                      | 0:3 Detroit Pistons                                                                |
| 1985–86              | 39    | 43     | 47,6 | První kolo                                                      | 0:3 Milwaukee Bucks                                                                |
| 1986–87              | 24    | 58     | 29,3 |                                                                 |                                                                                    |
| 1987–88              | 19    | 63     | 23,2 |                                                                 |                                                                                    |
| 1988–89              | 26    | 56     | 31,7 |                                                                 |                                                                                    |
| 1989–90              | 17    | 65     | 20,7 |                                                                 |                                                                                    |
| 1990–91              | 26    | 56     | 31,7 |                                                                 |                                                                                    |
| 1991–92              | 40    | 42     | 48,8 | První kolo                                                      | 1:3 Cleveland Cavaliers                                                            |
| 1992–93              | 43    | 39     | 52,4 | První kolo                                                      | 2:3 Cleveland Cavaliers                                                            |
| 1993–94              | 45    | 37     | 54,9 | První kolo                                                      | 1:3 New York Knicks                                                                |
| 1994–95              | 30    | 52     | 36,6 |                                                                 |                                                                                    |
| 1995–96              | 30    | 52     | 36,6 |                                                                 |                                                                                    |
| 1996–97              | 26    | 56     | 31,7 |                                                                 |                                                                                    |
| 1997–98              | 43    | 39     | 52,4 | První kolo                                                      | 0:3 Chicago Bulls                                                                  |
| 1998–99              | 16    | 34     | 32,0 |                                                                 |                                                                                    |
| 1999–2000            | 31    | 51     | 37,8 |                                                                 |                                                                                    |
| 2000–01              | 26    | 56     | 31,7 |                                                                 |                                                                                    |
| 2001–02              | 52    | 30     | 63,4 | První kolo Konferenční semifinále Konferenční finále Finále NBA | 3:2 Indiana Pacers 4:1 Charlotte Hornets 4:2 Boston Celtics 0:4 Los Angeles Lakers |
| 2002–03              | 49    | 33     | 59,8 | První kolo Konferenční semifinále Konferenční finále Finále NBA | 4:2 Milwaukee Bucks 4:0 Boston Celtics 4:0 Detroit Pistons 2:4 San Antonio Spurs   |
| 2003–04              | 47    | 35     | 57,3 | První kolo Konferenční semifinále                               | 4:0 New York Knicks 3:4 Detroit Pistons                                            |
| 2004–05              | 42    | 40     | 51,2 | První kolo                                                      | 0:4 Miami Heat                                                                     |
| 2005–06              | 49    | 33     | 59,8 | První kolo Konferenční semifinále                               | 4:2 Indiana Pacers 1:4 Miami Heat                                                  |
| 2006–07              | 41    | 41     | 50,0 | První kolo Konferenční semifinále                               | 4:2 Toronto Raptors 4:2 Cleveland Cavaliers                                        |
| 2007–08              | 34    | 48     | 41,5 |                                                                 |                                                                                    |
| 2008–09              | 34    | 48     | 41,5 |                                                                 |                                                                                    |
| 2009–10              | 12    | 70     | 14,6 |                                                                 |                                                                                    |
| 2010–11              | 24    | 58     | 29,3 |                                                                 |                                                                                    |
| 2011–12              | 22    | 44     | 33,3 |                                                                 |                                                                                    |
| Brooklyn Nets        |       |        |      |                                                                 |                                                                                    |
| 2012–13              | 49    | 33     | 59,8 | První kolo                                                      | 3:4 Chicago Bulls                                                                  |
| 2013–14              | 44    | 38     | 53,7 | První kolo Konferenční semifinále                               | 4:3 Toronto Raptors 1:4 Miami Heat                                                 |
| 2014–15              | 38    | 44     | 46,3 | První kolo                                                      | 2:4 Atlanta Hawks                                                                  |
| 2015–16              | 21    | 61     | 25,6 |                                                                 |                                                                                    |
| Celkem               | 1734  | 2242   | 43,6 |                                                                 |                                                                                    |
| Play-off             | 99    | 111    | 47,1 | 0 Vítězství (2 vítězství v ABA)                                 | 0 Vítězství (2 vítězství v ABA)                                                    |